# 糸川英夫
糸川 英夫（いとかわ ひでお、1912年7月20日 - 1999年2月21日）は、日本の工学者。専門は航空工学、宇宙工学。ペンシルロケットに始まるロケット開発や宇宙開発を先導し、「日本の宇宙開発・ロケット開発の父」と呼ばれる。

## 経歴
1912年、東京市麻布区（現在の東京都港区西麻布）で生まれる。小学校では六本木、中学校からは東京青山に育った。教育者の家庭であり父は麻布の笄小学校の教師であった。英夫という名は、1912年の東大銀時計卒業者（首席）の鳩山秀夫にちなみ、秀才好きの父に命名された。越境入学で麻布の南山小学校に学び飛び級で卒業した。
第一東京市立中、旧制東京高校（現在の東京大学教育学部附属中等教育学校）理科甲類を経て、1935年、東京帝国大学工学部航空学科を卒業。中学は首席で卒業、高校では3年間学級総代をした。中学ではバスケットボール部に所属し、高校では音楽部の委員をした。中学5年の学校紛擾では起こした側で全校を巻き込んだ。高校でも紛擾が頻発し学級総代としてスト派・不参加派の間で苦しんだ。航空学科を選んだのは、兄の糸川一郎（東大工学部土木科卒）に「東大でいちばん入試の難しいところはどこですか」と訊いた時、「そりゃお前、航空学科だよ。9人しか入れないし、毎年、各高等学校のナンバーワンがやってくるんだ」と言われたことが理由であった。中島飛行機に入社し、帝国陸軍の九七式戦闘機、一式戦闘機 隼、二式単座戦闘機 鍾馗などの設計に関わった。また、独力でジェットエンジンを研究・開発。しかし実験段階では多くの批判をあびた。1941年11月、飛行機会社技師として陸軍の命令のままに動かされることに疑問を感じ、そのような制約のない軍事技術開発を中心に扱った千葉県千葉市にあった東京帝国大学第二工学部助教授に就任。1948年、同教授。1949年 東京大学 工学博士。論文の題は「音響イムピーダンスに依る微小変異測定法に関する研究 」。
1954年2月、東京大学生産技術研究所内にAVSA（Avionics and Supersonic Aerodynamics：アヴィオニクスと、超音速の空気力学）研究班を組織した。この1950年代の中頃に糸川が語った構想の詳細については#エピソードの節を参照。糸川はロケットに全く乗り気でない国や企業を口説いて回った。1955年、AVSA研究班はSR研究班に改組した。1955年3月には東京都の国分寺市で、さらに同年6月には千葉県千葉市の東京大学生産技術研究所でグループはペンシルロケットの水平発射実験を行い、また同年8月からは秋田県の道川海岸で飛翔実験を行った。同月ベビーロケットを発射。1956年、カッパロケットを発射。以後1960年代はラムダロケット、ミューロケット、おおすみなどに関わった。
1956年、日本ロケット協会を創立し、初代代表幹事に就任した。
1967年、東大を退官し組織工学研究所を設立。これを機に宇宙開発の前線から去った。退官を決めた理由は、ラムダロケット（L-4S）打ち上げの失敗が相次いだことや喧伝されていた成果が実際よりも過大であったこと（ラムダロケット#成果の曖昧さを参照）を国会や新聞が追及したため、自身が辞任することで宇宙開発に支障をきたさないようにするためであるとされる。一方、友人の桶谷繁雄は、東大方式の人工衛星打ち上げに否定的であった朝日新聞が糸川は研究費を誤魔化して妾を囲っているなどの誹謗記事を掲載し、税金の無駄であると連日書き立てて嫌気がさしたためと述べている。
著書『逆転の発想』はベストセラーになる。1975年、ライターグループ「未来捜査局」と共に、日本の将来（20年後の1990年代）を予測した小説『ケースD ―見えない洪水―』を発表（「D」は“最悪のパターン”を意味する）。
1975年から1983年まで日本BCL連盟の会長職を引受け、情報誌の月刊短波の発行人を務めていた。シカゴ大学の客員教授、ポンゼショセ（ENPC) の教授（パリ）なども歴任した。長野県小県郡丸子町（現在の上田市）に移り住んだ。1972年、紫綬褒章受章。
1999年2月21日に多発性脳梗塞のため、丸子町内の病院で死去。86歳没。叙正四位。5月、砂漠に埋葬。
2006年、東京都国分寺市（早稲田実業学校校門前の敷地）に｢日本の宇宙開発発祥の地記念碑｣が建立された。糸川英夫のペンシルロケットの実験から50周年を記念したもので、記念碑はペンシルロケットの形をイメージした1.3ｍのもの。実験をする糸川の姿が刻まれている。2003年、第25143小惑星が糸川の姓にちなんで Itokawa（イトカワ）と命名された。この小惑星が「イトカワ」と命名されたのは、日本の探査機「はやぶさ」が打ち上げられて（命名されて）3か月後で、探査機がこの小惑星を探査することが決定した後のことである。イトカワには探査機はやぶさが訪れ、調査とサンプルリターンを行った。糸川の名前がつけられた小惑星に、糸川が開発に関係した戦闘機（隼）と同名の探査機が着陸したことになる。2010年にはやぶさは地球に帰還した。
2012年には生誕100周年を記念し、内之浦宇宙空間観測所内に銅像が建立され除幕式が行われた。

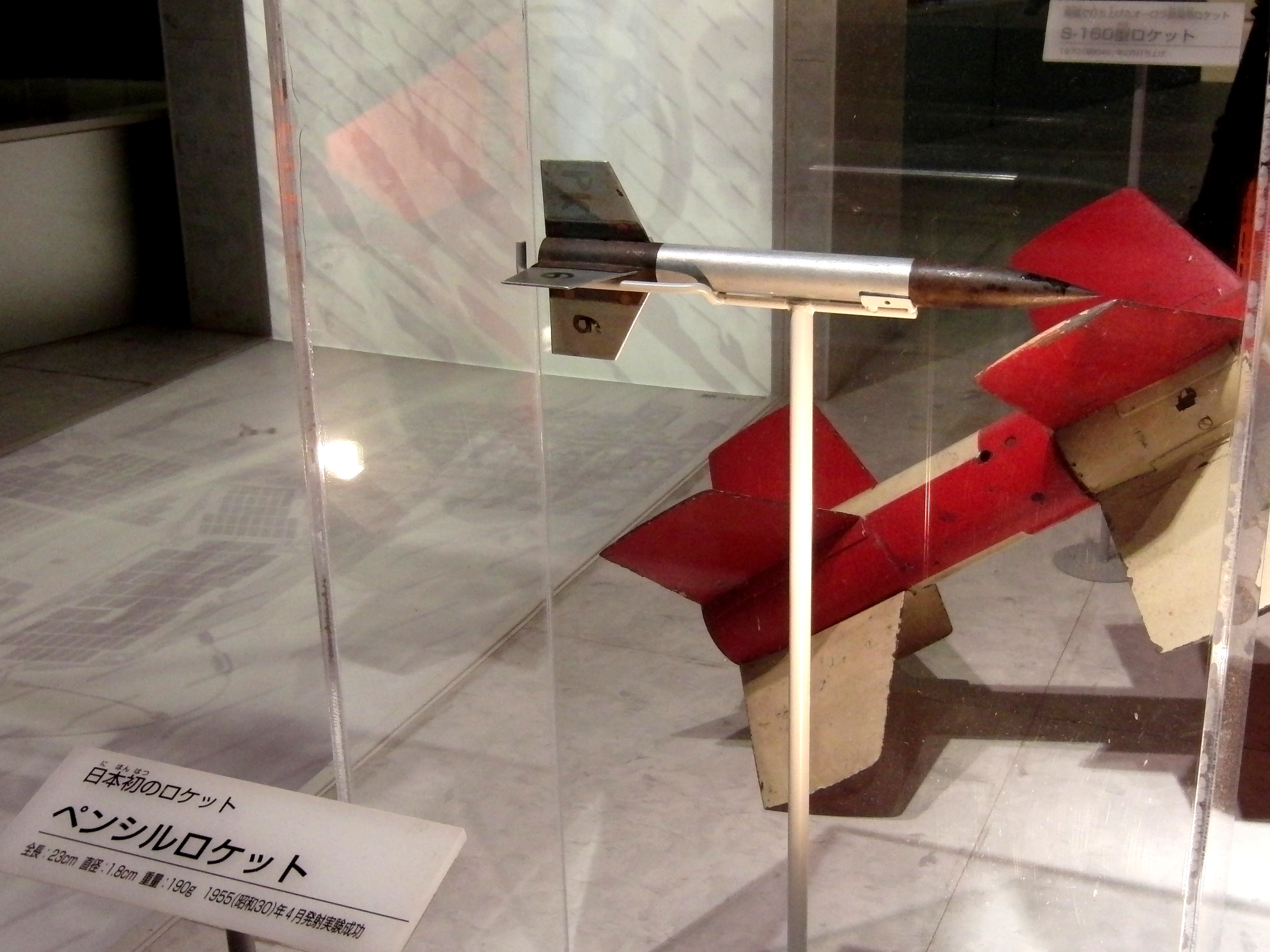
ペンシルロケット（国立科学博物館の展示）
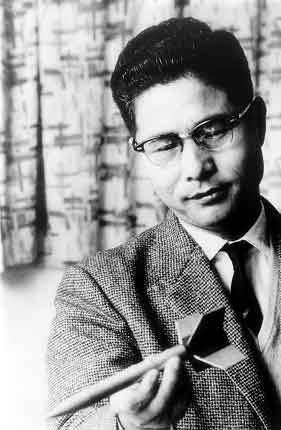
ペンシルロケットと糸川英夫

## 趣味・関心
バレエ・占星術・チェロ・ヴァイオリンなど様々なことに興味を持った。60歳の時、貝谷バレエ團に入団した。小中では科学工作を良くした。中学ではシェークスピア・ギリシア哲学・演劇にも熱中した。特に音楽は幼少期から夢中になった。戦後GHQによって航空機・宇宙機の研究の一切が制限されていた時は代わりに趣味でもあったヴァイオリンの研究を行い、ヴァイオリン1挺を約半世紀掛けて作った。音響工学的な見地に基いて長い年月を経て調整されたこのヴァイオリンは、ヴァイオリニストのユーディ・メニューインが来日した時に糸川が彼の元に持参して弾いてもらい、「E線の音が、よく出るね」という感想を受けている。高校でチェロを始め、就職するときに太田に持参した。戦後は松下修也に、約50年間にわたって学んだ。レッスンは月2回であった。1996年には自身の84歳の誕生日に小県郡丸子町の信州国際音楽村で、「海の日記念コンサート」を企画、松下修也と篠崎みどり桐朋音楽大学教授(ピアノ）らが競演した。自分の誕生日が新たに祭日になったのを記念する意味も込めたコンサートであると語る。高校時代に習得した麻雀は中島飛行機時代に活かされた。中島飛行機時代にはゴルフも習得している。

## エピソード
- 戦後にロケットへ目をつけたのは、「ジェット機で他国の後を追うよりも」と新しい分野としての可能性を見ていたようである[16][17]。当初の「ロケット航空機」のような構想については、（人工衛星打上のような宇宙ロケット以前にまず可能な領域として）成層圏上層やそこでの飛行について研究するという現実的なもので、例えば太平洋横断は4時間程度というのが「糸川の高速飛翔体構想」だったと「宇宙研物語」では書かれている[18]。一方で新聞などに向けて語ると「20分で太平洋横断」の宇宙輸送機（記述からはのちのNASP構想（1980年代）などに類似か）といった記事になったが、その記事の写真の「国産1号のロケット」などは全く形だけのものだったという製作者（秋葉鐐二郎）による談話などもあり[19]、将来の構想というよりも「夢」に近い。しかしそのように記事になったことで、のちの国際地球観測年のロケットに向けた宇宙科学との連携のきっかけになっている[20]など、広報としては成功している。
- 糸川は決して欧米嫌いではなかったが、中島飛行機に指導に来ていたフランス人某技師が気に入らなかった。戦後、アメリカ滞在中に宇宙医学の本を見て「アメリカは宇宙に人を送ろうとしている」と居ても立ってもいられなくなり、予定を早めて帰国し、ロケットの研究を始めた。
- 「逆転の発想」という言葉を世に広めた。また、勉強する時に解答などで間違った所を消しゴムで消すなという勉強法を提唱した。「不具合」という言葉は、糸川ロケットが失敗した時の富士精密工業による造語だという。
- 糸川が貝谷バレエ團に入った頃、作曲家の冨田勲はホルストの組曲『惑星』をモーグ・シンセサイザーで編曲した『惑星』（1976年）をバレエ団で使ってもらおうと思い、発売前の音源をバレエ団の主宰者貝谷八百子に、糸川がいるとは知らずに渡していた。これを聞いた糸川は非常に気に入り、一部分でも良いからこの曲を使った帝劇での公演にソロ・ダンサーとして出たいと貝谷に訴えた。糸川のダンサーとしてのレベルは「まだ基礎もちゃんとできていない」状態であったため、貝谷は冨田に「音楽家の立場で冨田さんからお断りしていただけないでしょうか」と依頼したが、冨田はむしろそれを推したため、結局糸川はみすぼらしい科学者の役として自ら振り付けまでして舞台をやり遂げた[21]。2012年に冨田が『惑星 ULTIMET EDITION』をリリースした際には、「木星」と「土星」の間に冨田が糸川を偲んで作曲した「イトカワとはやぶさ」が追加されている。
- 晩年を過ごした旧丸子町生田（現 長野県上田市生田茂沢）の糸川邸が、喫茶店「じねんや糸川」として、糸川の命日にあたる平成25年2月21日にオープンした[22]。
- 東大に在官中、本郷三丁目に下宿していた漫画家の松本零士が無断で研究室に来客したが、糸川は無下にせず応対し、戦時中のレーダーや原爆の開発状況について、詳しくレクチャーした。松本とは亡くなる数か月前に再会し、貧乏で東大の機械工学科を受験できなかったと詫びる松本に、「だからあんたは此処にいる！ それで良かったんだ！」と背中を叩いて励ましたという[23]。
- 「（小室直樹は）以前、糸川英夫博士にお目にかかった時、九七戦（九七式戦闘機）は小型空母に艦載できますかと聞いておいた。糸川博士、ウーンと言って、頭の中で暗算しているみたいであったが、答えは『ええ、できますとも、立派にできます。』」[24]。

## 著書・編著
- 『航空力学の基礎と応用』（共立出版 1942年）
- 『宇宙を散歩する』（竜南書房 1957年）
- 『ロケット』（日本放送出版協会 NHKブックス 1965年）
- 『現代の冒険4 宇宙への遠い道』（責任編集 文藝春秋 1970年）
- 『逆転の発想』（プレジデント社 1974年）
- 『前例がないからやってみよう』（光文社 1979年）
- 『糸川英夫の細密占星術』（主婦と生活社 1979年）
- 『糸川英夫の未来占星術』（CBSソニー出版 1979年）
- 『ケースD ―見えない洪水―』（グループ「未来捜査局」と共著 CBSソニー出版 1980年）
- 『カルチャトピア'90　―サマルカンドからのメッセージ―』 （「未来捜査局」と共著　CBSソニー出版 1981年）
- 『独創力』（光文社 1982年）
- 『第三の道・インドと日本とエントロピー』（CBSソニー出版 1982年）
- 『糸川英夫の入試突破作戦』（文藝春秋 1983年）
- 『荒野に挑む』（ミルトス 1989年）
- 『復活の超発想』（徳間書店 1992年）
- 『逆転の知恵』（同文書院 1992年）
- 『八十歳のアリア 四十五年かけてつくったバイオリン物語』（文春ネスコ 1992年）
- 『セオリー・ゲームからの脱出』（青春出版社 1993年）
- 『糸川英夫の創造性組織工学講座』（プレジデント社 1993年）
- 『一日一発想366日』（講談社 1993年）
- 『21世紀への遺言』（徳間書店 1996年）

## テレビ番組

### 出演
- 『チャーミング奥さま』（TBSテレビ）
- 『空前!糸川英夫の星占い』（日本テレビ）
- 『たけし・逸見の平成教育委員会』（フジテレビ系）セミレギュラー（生徒として出席）
同番組出席に際し、先生役である北野武ほか番組関係者らが糸川に対して君付けで呼んだ際、糸川の関係者から（糸川本人からではない）「糸川先生を君付けで呼ぶとは何事だ!!」という抗議を受けた。しかし番組側は「特別扱いはできない」とその抗議は受け付けず、他の生徒と差別せずに「糸川君」と呼び続けた。なお、糸川本人は特にそういったことには気に留めず、むしろ授業を楽しむかのように出席していた。「自主研究レポート」と称して、自身が長年研究していたヴァイオリンに関しての研究論文を北野先生に提出したことがある。一方では、特に理科の授業において実際に出題された入試問題に関して「たくさん『ただし、』と条件をつけなければならない。非常に難しい問題ですね」「私は、こういった事を学ぶ子どもたちと教える先生を（過大な負担にならないか、と）いつも心配している」とコメントする、冷静かつ厳しい視線を持って授業に臨んでいた。

### 監修
- 『スターウルフ』（1978年放映）
- 『ミームいろいろ夢の旅』（1983年 - 1985年放映）